# Aderusincertae longicorpus
Aderusincertae longicorpus là một loài bọ cánh cứng trong họ Aderidae. Loài này được Lea miêu tả khoa học năm 1917.